# 万元桥
万元桥位于浙江省湖州市南浔区双林镇北，化成桥东225米处，为三孔石拱桥，跨双林塘。2005年3月16日列入浙江省文物保护单位，2013年5月列入第七批全国重点文物保护单位。
万元桥为双林三桥中最为高大的一座，清康熙年间构木梁，名福成桥。雍正八年（1730年）环以石，改名为万元桥。道光十四年（1834年）重建，历时7年。桥高7米，长51米，宽3．5米，两坡各有台阶44级。两侧置素面栏板，桥顶栏板凿成吴王靠，栏板间有坐狮望柱20根。桥两侧石柱刻有四副楹联。。